# Lista de prefeitos de Bom Jardim de Minas
Esta é a lista de prefeitos do município de Bom Jardim de Minas, estado brasileiro de Minas Gerais.
| Nº                                                    | Nome                                                                       | Imagem                               | Partido                                          | Início do mandato       | Fim do mandato                          | Observações                                              |
| Segunda e Terceira República — Era Vargas (1930–1945) |                                                                            |                                      |                                                  |                         |                                         |                                                          |
| 1                                                     | Américo Ferreira Pena                                                      |                                      | Partido Progressista PP                          | 17 de novembro de 1939  | 4 de fevereiro de 1946                  | Prefeito nomeado                                         |
| Quarta República (1945–1964)                          |                                                                            |                                      |                                                  |                         |                                         |                                                          |
| 2                                                     | Joaquim A.Souza Correia                                                    |                                      | Partido Social Democrático PSD                   | 5 de fevereiro de 1946  | 5 de janeiro de 1948                    | Prefeito nomeado                                         |
| 3                                                     | Assis Rodrigues da Silva                                                   |                                      | União Democrática Nacional UDN                   | 6 de janeiro de 1948    | 30 de janeiro de 1951                   | Prefeito eleito em sufrágio universal                    |
| 4                                                     | Geraldo Andrade (Bom Jardim de Minas, 1910–1995)                           |                                      | Partido Social Democrático PSD                   | 31 de janeiro de 1951   | 30 de janeiro de 1955                   | Prefeito eleito em sufrágio universal                    |
| 5                                                     | José Landim                                                                |                                      | Partido Social Democrático PSD                   | 31 de janeiro de 1955   | 30 de janeiro de 1959                   | Prefeito eleito em sufrágio universal (1ª vez)           |
| 6                                                     | Octaviano Ribeiro Nardy (–26.05.2012)                                      |                                      | União Democrática Nacional UDN                   | 31 de janeiro de 1959   | 30 de janeiro de 1963                   | Prefeito eleito em sufrágio universal (1ª vez)           |
| 7                                                     | José Landim                                                                |                                      | Aliança Renovadora Nacional ARENA                | 31 de janeiro de 1963   | 31 de janeiro de 1967                   | Prefeito eleito em sufrágio universal (2ª vez)           |
| Quinta República (1964–1985)                          |                                                                            |                                      |                                                  |                         |                                         |                                                          |
| 8                                                     | Orlando Altomare de Carvalho                                               |                                      | Movimento Democrático Brasileiro MDB             | 1° de fevereiro de 1967 | 31 de janeiro de 1971                   | Prefeito eleito em sufrágio universal                    |
| 9                                                     | José Bougleux de Andrade                                                   |                                      | Movimento Democrático Brasileiro MDB             | 1° de fevereiro de 1971 | 30 de janeiro de 1972                   | Prefeito eleito em sufrágio universal                    |
| 10                                                    | Itacy Bougleux de Andrade                                                  |                                      | Movimento Democrático Brasileiro MDB             | 31 de janeiro de 1972   | 31 de janeiro de 1973                   | Prefeito eleito em sufrágio universal                    |
| 11                                                    | Dimas Abbud                                                                |                                      | Aliança Renovadora Nacional ARENA                | 1° de fevereiro de 1973 | 31 de janeiro de 1977                   | Prefeito eleito em sufrágio universal                    |
| 12                                                    | Octaviano Ribeiro Nardy (–26.05.2012)                                      |                                      | Partido Democrático Social PDS                   | 1° de fevereiro de 1977 | 31 de janeiro de 1983                   | Prefeito eleito em sufrágio universal (2ª vez)           |
| Sexta República, ou Nova República (1985–presente)    |                                                                            |                                      |                                                  |                         |                                         |                                                          |
| 13                                                    | Sebastião Delgado de Almeida (Bom Jardim de Minas, 05.02.1936–)            |                                      | Partido Democrático Social PDS                   | 1° de fevereiro de 1983 | 31 de dezembro de 1988                  | Prefeito eleito em sufrágio universal                    |
| 14                                                    | Manoel Rodrigues                                                           |                                      | Partido Democrático Social PDS                   | 1º de janeiro de 1989   | 31 de dezembro de 1992                  | Prefeito eleito em sufrágio universal                    |
| 15                                                    | Valdencir de Paula Nunes (Bom Jardim de Minas, 28.08.1946–)                |                                      | Partido do Movimento Democrático Brasileiro PMDB | 1º de janeiro de 1993   | 31 de dezembro de 1996                  | Prefeito eleito em sufrágio universal (1ª vez)           |
| 16                                                    | Genivaldo Marques de Paula (Olaria, 21.06.1957–)                           |                                      | Partido Progressista Brasileiro PPB              | 1º de janeiro de 1997   | 31 de dezembro de 2000                  | Prefeito eleito em sufrágio universal                    |
| 17                                                    | Valdencir de Paula Nunes, Vande Melo (Bom Jardim de Minas, 28.08.1946–)    |                                      | Partido do Movimento Democrático Brasileiro PMDB | 1º de janeiro de 2001   | 31 de dezembro de 2004                  | Prefeito eleito em sufrágio universal (2ª vez)           |
| 18                                                    | Carlos Roberto Marques, Carlinho Sabino (Bom Jardim de Minas, 26.01.1950–) |                                      | Partido da Frente Liberal PFL                    | 1º de janeiro de 2005   | 31 de dezembro de 2008                  | Prefeito eleito em sufrágio universal                    |
| 19                                                    | Joaquim Laércio Rodrigues (Bom Jardim de Minas, 21.05.1968–)               |                                      | Partido do Movimento Democrático Brasileiro PMDB | 1º de janeiro de 2009   | 31 de dezembro de 2012                  | Prefeito eleito                                          |
| 19                                                    | Joaquim Laércio Rodrigues (Bom Jardim de Minas, 21.05.1968–)               | 1º de janeiro de 2013                | Partido do Movimento Democrático Brasileiro PMDB | 31 de dezembro de 2016  | Prefeito reeleito em sufrágio universal |                                                          |
| 20                                                    | Sérgio Martins, Dragão (Andrelândia, 24.07.1967–)                          |                                      | Democratas DEM                                   | 1º de janeiro de 2017   | 31 de dezembro de 2020                  | Prefeito eleito em sufrágio universal                    |
| 21                                                    | Joaquim Laércio Rodrigues (Bom Jardim de Minas, 21.05.1968–)               |                                      | Movimento Democrático Brasileiro MDB             | 1º de janeiro de 2021   | 21 de março de 2023                     | Prefeito eleito em sufrágio universal                    |
| 22                                                    | José Francsico Matos e Silva, Chiquinho (Bom Jardim de Minas, 30.09.1981–) |                                      | Partido Social Democrático PSD                   | 21 de março de 2023     | 31 de dezembro de 2024                  | Vice-Prefeito eleito, assumiu devido à vacância do cargo |
| 22                                                    | José Francsico Matos e Silva, Chiquinho (Bom Jardim de Minas, 30.09.1981–) | Movimento Democrático Brasileiro MDB | 1º de janeiro de 2025                            | Atualidade              | Prefeito reeleito em sufrágio universal |                                                          |